# Brama Namur
Brama Namur (nid. Naamsepoort; fr. Porte de Namur) – nieistniejąca już dziś brama w drugim obwodzie murów miejskich Brukseli.
Zbudowana w XIV wieku i zburzona w 1784 roku w trakcie pierwszej fazy rozbiórki fortyfikacji miejskich; przyległe budynki rogatek przeniesiono 3 kilometry na południe na koniec Alei Luizy przy wjeździe do parku Bois de la Cambre, gdzie znajdują się obecnie.
Nazwa pochodzi od położonego na południowy wschód od Brukseli miasta Namur, w stronę którego brama była zwrócona. Pierwotnie nazywała się Nowa Brama Coudenberg (dla odróżnienia od bramy Coudenberg znajdującej się już w pierwszym obwodzie murów miejskich).